# Saint-Lactencin
Saint-Lactencin là một xã ở tỉnh Indre ở miền trung nước Pháp. Xã này có diện tích 32,2 km², dân số năm 1999 là 353 người. Khu vực này có độ cao trung bình 150 mét trên mực nước biển.